# Fagersta kommun
Fagersta kommun är en kommun i Västmanlands län. Centralort är Fagersta.
Kommunen ligger i Bergslagens malmregion och har en berggrund av sura vulkaniska bergarter som har genomgått veckning och omvandling. Vid berggrundens bildning avsattes även järnmalmer. Tidigare fanns flera gruvor i detta område. Geografin präglas av smala dalgångar i samma riktning som järnmalmsfältet. Vid Kolbäcksån och sjön Aspen finns stråk med sediment och öppen kulturmark, medan området i övrigt huvudsakligen är skogklätt med morän eller myrmark.
Fagerstas historia fram till 1900-talet är starkt förknippad med järn- och ståltillverkning. Näringslivet i kommunen är koncentrerat till centralorten, som fram till mitten av 1980-talet var en bruksort dominerad av en stor arbetsgivare. Efter att Fagersta AB upphörde som koncern 1984, togs dess produktion över av flera stålföretag.
Befolkningsutvecklingen var starkt negativ fram till 2005. Därefter ökade befolkningen med cirka 1 000 personer på tio år för att sedan återigen minska fram till 2020.
Socialdemokraterna var det klart största partiet i kommunfullmäktige fram till valet 1998, då de blev omsprungna av Vänsterpartiet. Efter valet 2014 blev de återigen största partiet.

## Administrativ historik
Kommunens område motsvarar Västanfors socken och Västervåla socken. I dessa socknar bildades vid kommunreformen 1862 landskommuner med motsvarande namn.
25 november 1927 inrättades Västanfors municipalsamhälle som upplöstes vid årsskiftet 1943/1944 då Fagersta stad bildades av Västanfors landskommun.
Vid kommunreformen 1952 uppgick Västervåla landskommun i Ramnäs landskommun som 1963 uppgick i Surahammars landskommun.
1967 överfördes Västervåla församling från Surahammars landskommun till Fagersta stad. Fagersta kommun bildades vid kommunreformen 1971 genom en ombildning av Fagersta stad.
Kommunen ingick från bildandet till 1974 i Västmanlands mellersta domsaga, från 1974 till 2001 i Sala domsaga och den ingår sedan 2001 i Västmanlands domsaga.
Kommunen ingår sedan 2014 i förvaltningsområdet för finska.

## Geografi

### Topografi och hydrografi
Kommunen, som ligger i Bergslagens malmregion, har en berggrund vilken utgörs av sura vulkaniska bergarter, som utsatts för veckning och omvandling. När berggrunden bildades avsattes också järnmalmer. Det viktigaste malmstråket inom kommunen ligger nordväst om centralorten (Fagersta) och följer berggrundens sydväst–nordöstliga huvudriktning. I detta område har tidigare funnits flera gruvor. Den största var Stortäktsgruvan i Semlaområdet. Rudgruvan var Fagersta Bruks egen gruva och bröts in på 1960-talet. Vid Svartberget, norr om Hedkärra, har det tidigare brutits kalksten. Den kalkrika berggrunden återspeglas i områdets flora. Geografin präglas av smala dalgångar, som har samma riktning som järnmalmsfältet. I de lägre partierna vid Kolbäcksån och sjön Aspen finns sammanhängande stråk med sediment och öppen kulturmark. Området är i övrigt huvudsakligen beväxt med skog på morän eller myrmark.

### Naturskydd
Kommunen har tre naturreservat, Svartberget, Jonhagen och Jönsbacken.

### Administrativ indelning
Fram till 2016 var kommunen för befolkningsrapportering indelad i ett enda område, Västanfors-Västervåla församling.

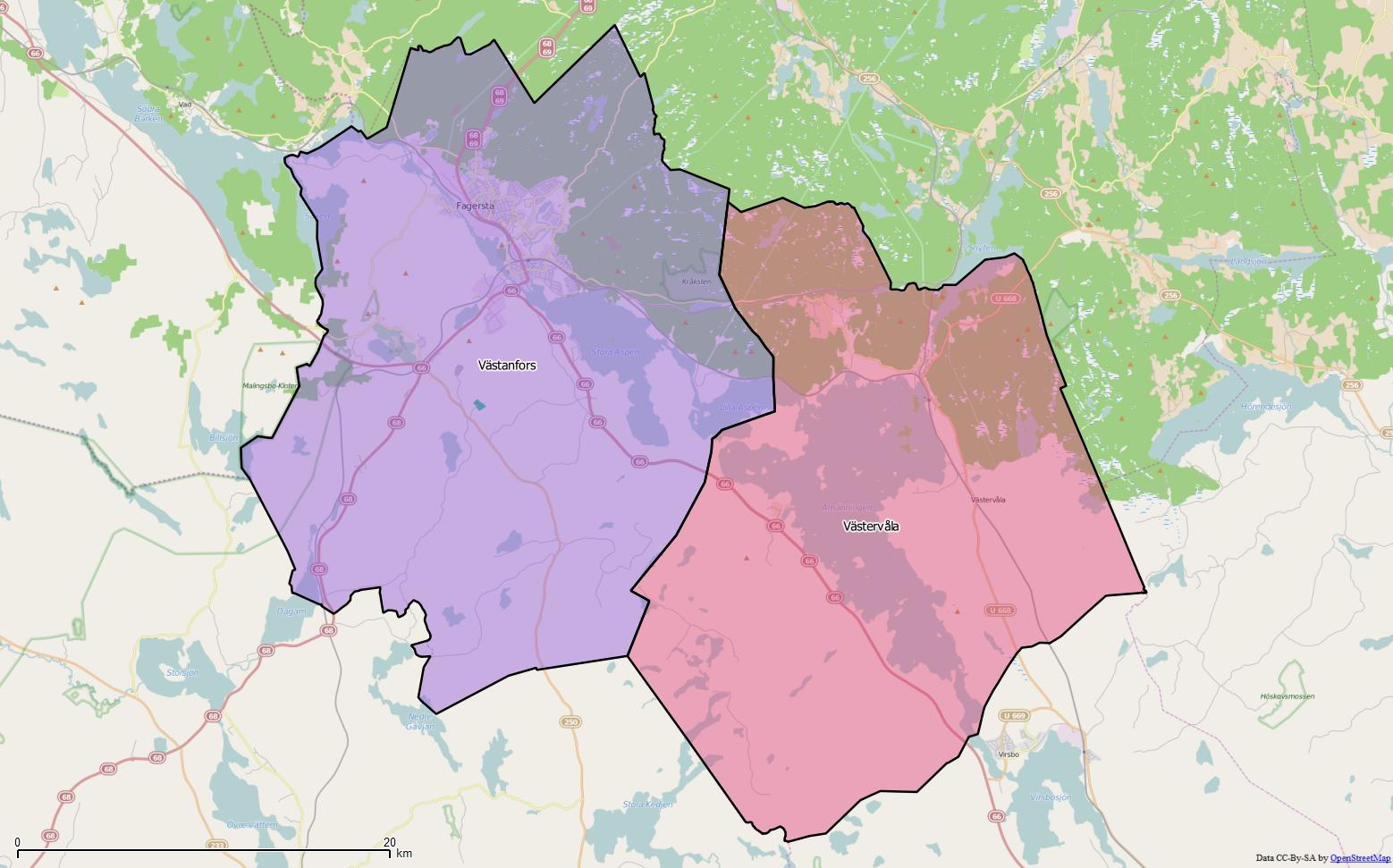
Distrikt (socknar) inom Fagersta kommun

Från 2016 indelas kommunen istället i två distrikt, vilka motsvarar de tidigare socknarna: Västanfors och Västervåla.

### Tätorter
I kommunen finns 2015 två tätorter: Fagersta och Hedkärra.

## Styre och politik

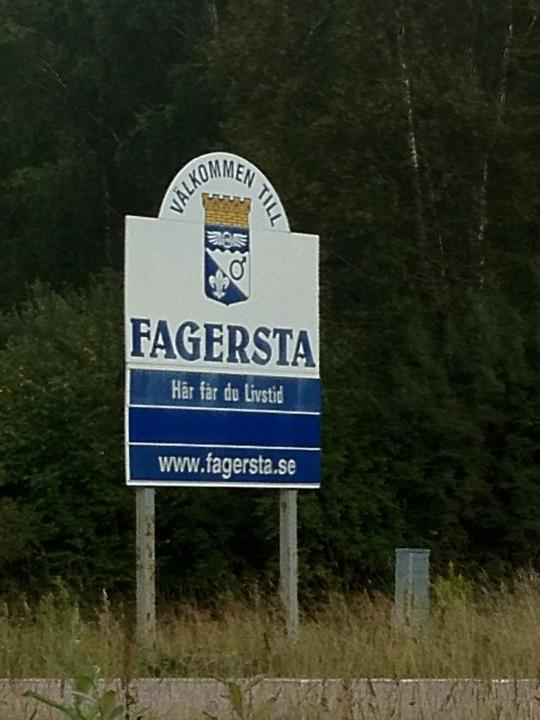
Välkomstskylt med slogan vid västra infarten längs väg 68. "Fagersta - här får du Livstid"

### Styre
Efter valet 1970 fram till valet 1991 hade Socialdemokraterna egen majoritet i Fagersta kommun. 1991–1994 var Socialdemokraterna det största partiet men saknade egen majoritet med ett mandat. 1994–1998 hade Socialdemokraterna åter egen majoritet i kommunfullmäktige. Efter valet 1998 fram till valet 2002 var Vänsterpartiet största parti men saknade egen majoritet med två mandat. Efter valet 2002 fram till valet 2014 hade Vänsterpartiet egen majoritet i kommunen. Efter valet 2014 blev Socialdemokraterna största parti i kommunfullmäktige.
Folkpartiet var det största borgerliga partiet i kommunen under åren 1970–1973, Centerpartiet under åren 1973–1982 och Moderaterna 1982–2018.

### Kommunfullmäktige

#### Presidium
| Presidium 2022–2026    | Presidium 2022–2026 | Presidium 2022–2026 |
| ---------------------- | ------------------- | ------------------- |
| Ordförande             | S                   | Marino Wallsten     |
| Förste vice ordförande | M                   | Christian Eriksson  |
| Andre vice ordförande  | V                   | Shiro Biranvand     |

#### Mandatfördelning 1970–2022
| 2 | 26 | 4 | 6 | 3 |

| 34 | 7 |

| 3 | 24 | 7 | 4 | 3 |

| 32 | 9 |

| 4 | 24 | 6 | 4 | 3 |

| 29 | 12 |

| 2 | 24 | 2 | 5 | 4 | 4 |

| 27 | 14 |

| 3 | 24 | 2 | 4 | 2 | 6 |

| 27 | 14 |

| 4 | 21 | 3 | 3 | 4 | 6 |

| 31 | 10 |

| 5 | 21 | 3 | 3 | 4 | 5 |

| 32 | 9 |

| 5 | 20 | 2 | 3 | 3 | 2 | 6 |

| 27 | 14 |

| 9 | 21 |  | 2 | 2 |  | 5 |

| 21 | 20 |

| 16 | 11 |  |  |  | 5 |

| 21 | 14 |

| 19 | 10 |  |  |  | 3 |

| 19 | 16 |

| 21 | 8 |  |  |  | 3 |

| 19 | 16 |

| 20 | 8 | 2 |  |  | 3 |

| 20 | 15 |

| 10 | 14 | 5 |  |  | 4 |

| 21 | 14 |

| 7 | 15 |  | 6 |  | 5 |

| 20 | 15 |

| 9 | 10 | 8 |  |  | 6 |

| 21 | 14 |

### Nämnder

#### Kommunstyrelse
| Presidium 2023–2026    | Presidium 2023–2026 | Presidium 2023–2026 |
| ---------------------- | ------------------- | ------------------- |
| Ordförande             | S                   | Åsa-Märta Sjöström  |
| Förste vice ordförande | M                   | Jan Johansson       |
| Andre vice ordförande  | V                   | Hassan Chabbani     |

#### Lista över kommunstyrelsens ordförande
Kommunstyrelsens ordförande är även kommunens kommunalråd.
| Namn | Namn               | Från | Till | Politisk tillhörighet |
| ---- | ------------------ | ---- | ---- | --------------------- |
|      | Hans Hjalmarsson   | 1980 | 1990 | Socialdemokraterna    |
|      | Kjell Olsson       | 1990 | 1998 | Socialdemokraterna    |
|      | Stig Henriksson    | 1999 | 2014 | Vänsterpartiet        |
|      | Marino Wallsten    | 2014 | 2022 | Socialdemokraterna    |
|      | Åsa-Märta Sjöström | 2023 |      | Socialdemokraterna    |

#### Övriga nämnder
Utöver de obligatoriska nämnderna i Sverige har Fagersta kommun även följande nämnder:
- Socialnämnd
- Utbildningsnämnd
- Välfärd- och servicenämnd

Därtill finns även följande kommungemensamma nämnder:
- Norra Västmanlands ekonominämnd
- Västmanland-Dalarna lönenämnd
- Västmanland-Dalarna miljö- och byggnadsnämnd
- Västmanland-Dalarna överförmyndarnämnd

## Ekonomi och infrastruktur

### Näringsliv
Fagerstas historia är fram till 1900-talet stark förknippad med järn- och ståltillverkning. 
Näringslivet i kommunen är starkt koncentrerat till centralorten, vilken fram till mitten av 1980-talet var en bruksort dominerad av en stor arbetsgivare. Efter att Fagersta AB upphörde som koncern 1984 togs dess produktion, vilken var inriktad på specialstål, dock över av ett antal andra stålföretag. Dessa företag är: Seco Tools AB (hårdmetallverktyg för skärande bearbetning – cirka 1000 anställda i Fagersta), Atlas Copco Secoroc AB (bergborrar – cirka 700 anställda i Fagersta), Fagersta Stainless AB (rostfri valstråd och dragen tråd – cirka 330 anställda) och Outokumpu Stainless Tubular Products AB (svetsade rostfria rör – 180 anställda i Fagersta). Tillsammans sysselsätter idag stålindustrin cirka 25 procent av kommunens befolkning.
Andra större företag är AB Karl Hedin (trävaror) och AB Västanfors Industrier (stålbyggnader).

### Infrastruktur

#### Transporter
Fagersta kommun genomkorsas av järnvägslinjerna Bergslagspendeln (Ludvika–Västerås) och Godsstråket genom Bergslagen (Örebro-Avesta/Krylbo) samt riksvägarna 66 och 68.
Bland naturupplevelser kan Bruksleden, som passerar igenom kommunen, nämnas. Leden går bland annat förbi Fagersta kommuns högsta punkt Högbyn, som ligger 241 m över havet, det gamla järnbruket Trummelsberg och utsiktstornet vid Landsberget (kommunens näst högsta punkt, 217 m över havet). Det finns ytterligare ett antal vandringsleder.

## Befolkning

### Befolkningsutveckling
Kommunen har 13 044 invånare (31 mars 2025), vilket placerar den på 176:e plats avseende folkmängd bland Sveriges kommuner.
| Befolkningsutvecklingen i Fagersta kommun 1970–2020 | Befolkningsutvecklingen i Fagersta kommun 1970–2020 | Befolkningsutvecklingen i Fagersta kommun 1970–2020 | Befolkningsutvecklingen i Fagersta kommun 1970–2020 | Befolkningsutvecklingen i Fagersta kommun 1970–2020 |
| --------------------------------------------------- | --------------------------------------------------- | --------------------------------------------------- | --------------------------------------------------- | --------------------------------------------------- |
|                                                     |                                                     |                                                     |                                                     |                                                     |
| År                                                  |                                                     |                                                     | Folkmängd                                           |                                                     |
| 1970                                                | 1970                                                |                                                     | 16 963                                              |                                                     |
| 1975                                                | 1975                                                |                                                     | 15 911                                              |                                                     |
| 1980                                                | 1980                                                |                                                     | 15 121                                              |                                                     |
| 1985                                                | 1985                                                |                                                     | 13 989                                              |                                                     |
| 1990                                                | 1990                                                |                                                     | 13 756                                              |                                                     |
| 1995                                                | 1995                                                |                                                     | 13 355                                              |                                                     |
| 2000                                                | 2000                                                |                                                     | 12 381                                              |                                                     |
| 2005                                                | 2005                                                |                                                     | 12 270                                              |                                                     |
| 2010                                                | 2010                                                |                                                     | 12 443                                              |                                                     |
| 2015                                                | 2015                                                |                                                     | 13 286                                              |                                                     |
| 2020                                                | 2020                                                |                                                     | 13 267                                              |                                                     |

## Kultur

### Kulturarv
Redan på stenåldern bodde  människor inom den nuvarande kommunen, flera boplatser finns belagda från denna tid. Från yngre järnåldern är ett mindre gravfält känt. De välbevarade blästerugnarna i Dunshammar, 3 km söder om Ängelsberg, härrör från denna tid. Under arkeologiska utgrävningar på 1970- och 80-talet konstaterades att blästerugnarna fanns redan på 600-talet. Järnmalmen som man använde var så kallad sjömalm, och togs upp från den intilliggande sjön Åmänningen.
Dunshammar är en av de äldsta platserna i Sverige för järnframställning man idag vet om.
Från medeltiden finns flera lämningar efter både järnmalmsbrytning och hyttor i kommunen. I Semla, vid Strömsholms kanal, fanns  under 1300-talet flera gruvor och ett mäktigt järnbruk. Järnbruket lades ned på 1800-talet, men gruvverksamheten fortsatte fram till 1960-talet. Även de senare betydelsefulla järnbruken i bland annat Ängelsberg och Västanfors hade anor tillbaka i medeltiden.
Vid Kolbäcksån anlades 1611 en stångjärnshammare på en plats där järnframställning också pågått sedan medeltiden. Hammaren blev början till Fagersta bruk, runt vilket så småningom ett samhälle växte fram. Utvecklingen gick dock relativt sakta, först under slutet av 1800-talet kom Fagerstas stora expansion i samband med industrialiseringen och utvecklingen av götstålsprocesserna. År 1873 bildades Fagersta Bruks AB (från 1971 Fagersta AB), ett modernt industriföretag, som bestod ända fram till 1970-talets stålkris, och slutligen avvecklades 1984. Dagens stålindustri sysselsätter emellertid nästan lika många som gamla Fagersta AB gjorde.
I Ängelsberg finns bland annat världens äldsta bevarade oljeraffinaderi (beläget på Oljeön i sjön Åmänningen) och det av Unesco förklarade världsarvet Engelsbergs bruk. I kommunen finns även Ängelsbergs järnvägsstation från år 1900. I Västanfors hembygdsgård vid Strömsholms kanal finns, förutom det vanliga beståndet av lokala allmogebyggnader, Västanfors herrgård, en gammal slussvaktarstuga och Västanfors kyrka.
Bland övriga kulturarv kan nämnas Bråfors bergsmansby, Dunshammar, Engelsbergs bruk, Oljeön, Strömsholms kanal, Västanfors gamla kraftstation, Västanforsområdet, Västanfors kyrka och Trummelsberg.

### Kommunvapen
Blasonering: Sköld: styckad av silver, vari ett blått järnmärke och blått, vari en lilja av silver, och däröver en av en vågskura bildad, blå ginstam belagd med ett bevingat hjul av silver.
Den nedre delen av vapnet, alltså liljan och järnsymbolen, utgjorde vapen för Fagersta Bruks AB och skapades 1941. Bolaget försökte få vapnet fastställt av Kungl Maj:t, vilket dock inte lyckades, då vapen för enskilda företag inte kunde få kunglig fastställelse. Sedan Västanfors kommun blivit Fagersta stad,  med namn efter bruket, gjordes ett tillägg till företagsvapnet och den övre delen med vinghjulet som järnvägssymbol och vågskuran som symbol för Strömsholms kanal. Detta vapen fastställdes 1947. 1974 registrerades det i PRV enligt de nya reglerna för kommunala vapen.